# 族群選擇

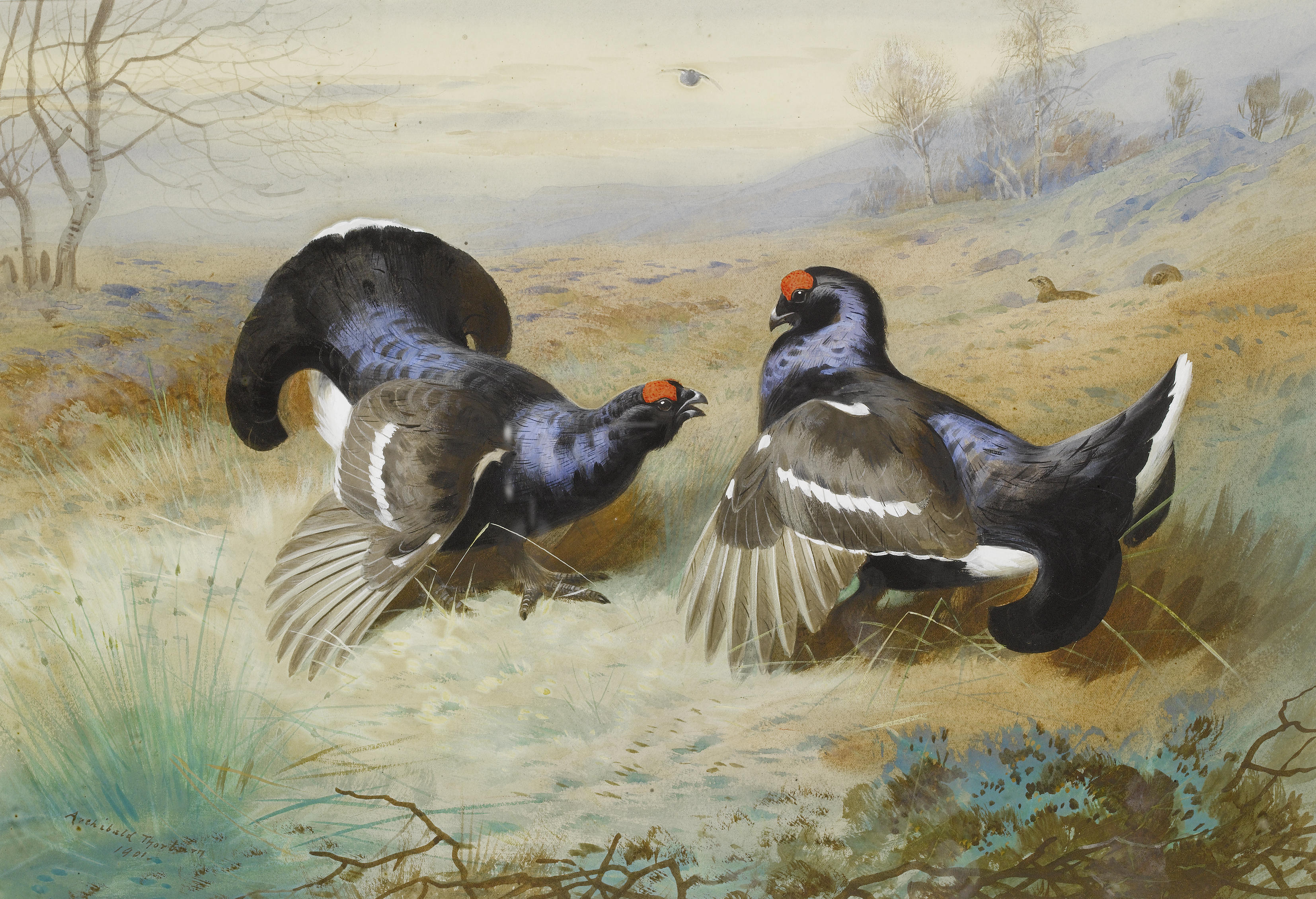
早期對社會行為的解釋，如黑琴雞的求偶場，常提及「對整體物種的優勢」。《求偶場的黑琴雞》，水彩畫，阿奇博爾德·托爾本（Archibald Thorburn）作，1901年

族群選擇是演化的一種機制，是指天擇作用在族群而非個體的層級上，主要用在解釋動物的利他行為的演化。
依據天擇演化，因為利他行為會造成個體的適應度下降，這類行為在族群內的頻率下降；但這類行為有利於整個族群的生存，因此帶有這種行為的族群數量會提高。若利他行為透過族群數量提高的速率高於透過族群內個體下降的速度，這個行為就是透過族群選擇來演化。
這個機制在自然界中的重要性仍存在爭議，許多生物學家認為這個機制不常發生。因為個體的生命週期普遍短於族群存在的時間長度，因此一般認為個體演化的速率大過族群演化的速率，故族群選擇很難運作。

## 發展史

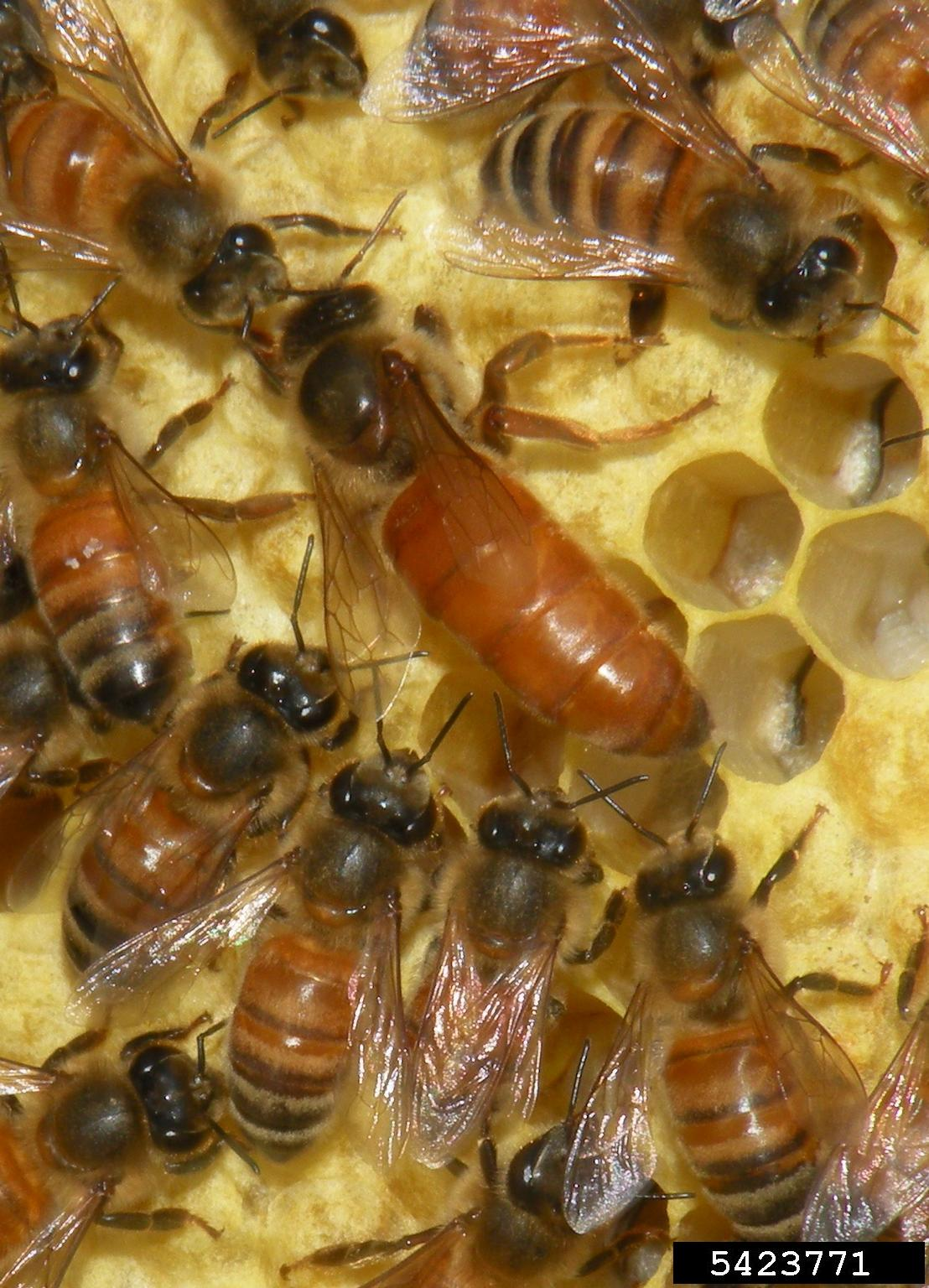
蜜蜂的真社會性可以用親屬選擇解釋，單雙套遺傳系統造成工蜂無法繁殖且和蜂后（上圖中央）在遺傳上非常相近。

在達爾文的天擇演化論得到認同後，動物行為就理所當然被視為天擇演化的產物。達爾文本人即有提到族群選擇的概念，認為這是利他行為的演化基礎；康拉德·洛倫茲在其書中也用「對物種整體有利」之類的詞語來解釋動物行為，但沒有真的去實際量測各種行為對適應度的影響。至1962年，動物學家V·C·韋恩-愛德華茲（V. C. Wynne-Edwards）觀察到大多數動物分佈在一個個小族群中，因此認定動物行為影響的是整個族群的生存和繁殖，並主張動物行為主要是源自作用在族群層級的天擇演化。但J·M·史密斯（J. M. Smith）和G·C·威廉斯（G. C. Williams）等演化生物學隨即家用數學模型證明了生物不會為了族群而犧牲個體的適應度進行利他行為，因此主張天擇主要運作在個體上，只有在少數如蜜蜂和螞蟻等真社會性的動物中才會因為親屬選擇而出現利他行為。
至1970年代有實驗顯示利他行為可以透過族群選擇來演化，但是這些實驗只看單一基因在特定環境下的運作，而實際上群族內每個個體的基因都會彼此互動，因此每個基因面對的環境不應視為固定的。
1990年代族群選擇的理論持續發展
。有些理論生物學家提出族群選擇可以運作的條件，也有研究證明族群選擇確實可以在自然界中發生。另一方面，親屬選擇理論用在解釋利他行為沒有得到太多爭議 ，因此，學界主流認為親屬選擇是社會行為的主要演化機制。
有些學者認為要完整地解釋社會行為的演化，必須同時使用親屬選擇和族群選擇。利用計量遺傳學計算利他行為在族群中固定的機率，研究發現當親屬選擇是主要的演化動力時，會提高近交衰退的機率，而當族群選擇較強而非親屬選擇時，即可避開此問題，但是親屬選擇仍需要存在。
2010年，M·A·諾瓦克（M. A. Nowak）、C·E·達爾尼塔（C. E. Tarnita）和艾德華·威爾森認為多層次的選擇，包括族群選擇，才是真社會性的演化基礎，而親屬選擇是個失敗的理論，但學界主流，包括至少137位演化生物學家，反對他們的觀點。

## 理論分支

### 多層級選擇
1994年大衛·斯隆·威爾遜（David Sloan Wilson）和E·索伯爾（E. Sober）重新建構了族群選擇理論。他們同時考慮天擇在各個層級上的作用，帶有適應度較高的特徵的族群會增加頻率，而族群的演化和個體的演化同時運作，稱為多層級選擇（multilevel selection）。Wilson將眾多層級比喻作俄羅斯娃娃，最裡面的是基因，往外一層是個體，然後是族群，每個族群一起運作，受天擇影響而提高適應度，這個理論顯示作用在族群上的選擇必須強過作用在個體上的選擇，利他行為才會透過族群選擇演化。多層級選擇可以用來分析個體和族群層級的選擇如何達到平衡，例如威廉·繆爾（William Muir）比較母雞的產蛋，發現攻擊性強的品系會在個體的層級被天擇偏好，因此推論雞的攻擊性沒有那麼高是因為族群選擇。。多層級選擇也被用來解釋和文化演化，因為人類社會的各種常規時常降低個體的適應度，但能提高族群的適應度，讓人類族群適應不同的環境。

### 空間分佈
如Wynne-Edwards原先的觀點，在特定空間分布的族群有穩定的生殖速率。雖然這提供了多層級選擇的可能性，但因為這些族群的組成不完全固定，所以依據韋恩-愛德華茲提出方式運作的族群選擇仍缺乏足夠的直接證據。
親屬選擇理論曾認為生物散佈的限制是一個建立群體的可能方式：已知生物的散佈廣泛存有一定的限制，大多數生物個體在一生中能移動的距離有限，因此住在附近的個體往往有親緣關係 。這也使得整個生物族群中同時存在個體選擇、親屬選擇、親屬族群選擇、和純族群選擇，而且無法輕易劃分。然而，數學模型顯示因為位置臨近的親屬間除了親屬選擇的優勢之外，還存有競爭關係，而這個競爭關係正好抵消親屬選擇，所以單靠生物散佈的限制並不足以造成合作和利他行為的演化，正因為親屬選擇被抵消，這表示任何合作的利益都有可能透過族群選擇演化。除此之外，如果族群大小不固定，或是當個體間存在適應度的差異時，個別族群也能把合作的利益「儲存」在後代的適應度中，因為當競爭越激烈，存活的後代適應度越高。

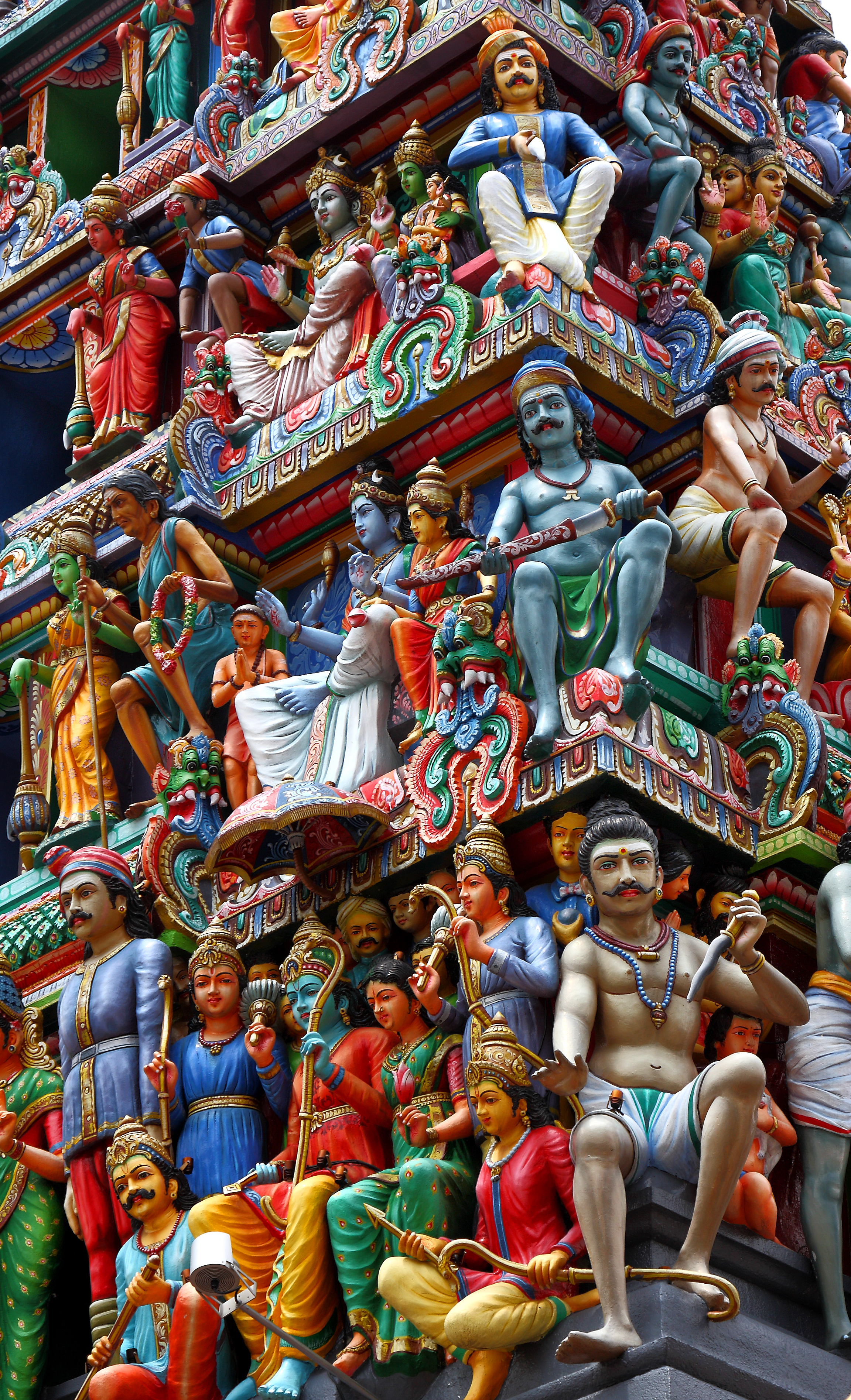
人類的發展非常快速，或許是透過基因—文化共演化，形成了圖中新加坡馬里安曼廟
的哥博林塔。

### 文化演化
基因—文化共演化是將演化生物學和社會生物學結合的現代假說，並時常使用族群選擇理論。此假說將文化遺傳視為另一個演化中的系統，與基因遺傳並行，並且相互影響，共同形塑人類的性狀。因為文化的演化比基因演化快速，因此基因—文化共演化可以讓人類更快速適應環境壓力。而適應環境的文化可以透過學習快速傳給整個族群，讓此種文化適應可以持續許多世代。。由於其他理論如親屬選擇和互恵式利他行為都未考慮文化遺傳，因此此假說可以說是最完整的人類的社會行為演化模型。族群選擇在此理論中主要用在不同文化之間的競爭。2003年的研究發現鼓勵合作的社會較其他社會有較高的存活率，證明社會之間的文化特徵會遭受族群選擇。

### 演化均衡策略
在生物演化的賽局中，有些策略能够达到纳什平衡。當一個族群中的個體都使用此策略，使用其他策略的個體無法提高適應度，此策略稱為演化均衡策略（Evolutionary Stable Strategy）。許多情況下，不只一個演化均衡策略會存在，而使用不同策略的族群可能有不同的適應度，因此，即使族群選擇比個體選擇弱，族群選擇仍然可以在已經穩定至不同演化均衡策略的族群之間運作。

### 族群生物學
族群選擇會和族群生物學的其他機制交互影響。舉例來說，獅子兼有領域性和合作行為，在群體中，雄獅會保護族群，而母獅負責合作養育幼獅並打獵。在食物稀少時，合作打獵的好處大過群居的缺點，族群選擇會偏好合作的族群，但當食物充足，合作打獵的優勢較小，天擇就不再偏好合作的族群。另外，對族群有利但對個體有害的警戒叫聲也會影響猴子和天敵的互動。

## 反對
用普萊斯公式描述族群的作法在2012年被范維林（van Veelen）批判，認為其中的數學假設有誤。
理查德·道金斯和其他主張基因中心論的人也反對族群選擇，認為族群選擇沒有區分複製者和其載具。心理學家史蒂芬·平克認為心理學和社會科學中沒有族群選擇的地位。演化生物學家傑里·科因（Jerry Coyne）在紐約時報的評論中說

族群選擇沒有得到演化生物學家的普遍認可，有幾個原因。第一，它不能有效率地挑選那些對個體有害但對族群有利的性狀，例如利他行為。族群分裂成更多族群的速度遠低於個體生殖產生更多個體的速度，所以族群選擇對利他行為的偏好很難超越族群內因為投機者被天擇偏好而失去利他行為的速度。再者，少有證據指出族群選擇曾推動任何特徵的演化。最後，其他更可能的演化力量，如對個體的回饋行為的直接選擇，可能讓人類有傾向社會合作。這些原因說明了為什麼只有少數的生物學家，如大衛·斯隆·威爾遜和艾德華·威爾森（非親戚）支持族群選擇為合作行為的演化來源